# علم وراثة الحفريات

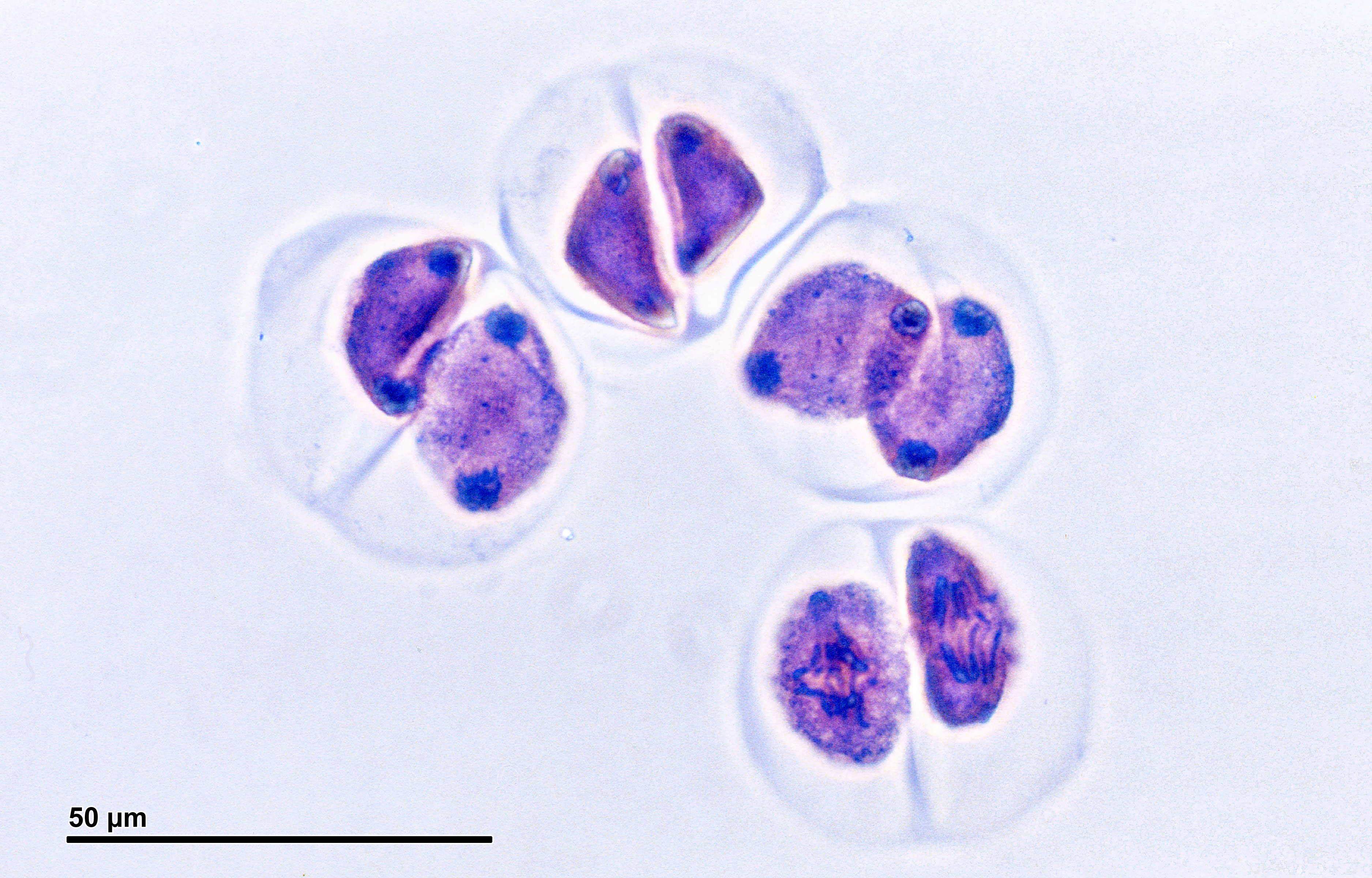
تأتي هذه الصورة من أرشيف جوزيف ريشيج وهي جزء من 384 صورة تم التبرع بها من قبل ورثة التأليف بموجب ترخيص CC BY SA 3.0 كجزء من مبادرة GLAM التابعة لويكيميديا جمهورية التشيك.

علم وراثة الحفريات (بالإنجليزية: Paleogenetics)‏ هو دراسة الماضي من خلال فحص المواد الجينية المحفوظة من بقايا الكائنات الحية القديمة. قدم إميل زوكيركاندل ولينوس باولنغ المصطلح في عام 1963، قبل وقت طويل من تسلسل الحمض النووي، في إشارة إلى إمكانية إعادة بناء تسلسل متعدد الببتيد المقابل للكائنات السابقة. تم نشر التسلسل الأول للحمض النووي القديم، المعزول من عينة متحف للكواجا المنقرضة، في عام 1984 من قبل فريق بقيادة آلان ويلسون.
لا يعيد علماء وراثة الحفريات إنشاء كائنات حية فعلية، لكنهم يجمعون تسلسلات الدنا القديمة معًا باستخدام طرق تحليلية مختلفة. الأحافير هي «الشاهد المباشر الوحيد للأنواع المنقرضة والأحداث التطورية» ويكشف العثور على الحمض النووي داخل تلك الحفريات بشكل هائل المزيد من المعلومات حول هذه الأنواع، ومن المحتمل أن تكون الفسيولوجيا والتشريح بالكامل.
تم الإبلاغ عن أقدم تسلسل للحمض النووي حتى الآن في فبراير 2021، من أسنان ماموث سيبيري تم تجميده لأكثر من مليون عام.